# Joseph Kessel
Joseph Kessel (Villa Clara, 10 febbraio 1898 – Avernes, 23 luglio 1979) è stato un giornalista e scrittore francese.

## Biografia
Joseph Kessel nacque a Villa Clara, Entre Ríos, Argentina, a causa dei continui viaggi di suo padre, un medico lituano di origini ebree. Kessel visse i primi anni della sua infanzia a Orenburg, in Russia, finché la famiglia si trasferì in Francia. Studiò a Nizza e a Parigi, e si arruolò nell'aviazione francese durante la prima guerra mondiale. 
Kessel scrisse molte novelle e romanzi, come Bella di giorno, del 1928 da cui Luis Buñuel trarrà l'omonimo film nel 1967. 
Fu membro dell'Académie française dal 1962 fino alla sua morte. 
Nel 1943 Kessel assieme a suo nipote Maurice Druon scrisse lo Chant des Partisans, che, con una musica di Anna Marly, fu usato come inno della Resistenza francese durante la seconda guerra mondiale.
Joseph Kessel è morto ad Avernes, in Val-d'Oise. È sepolto nel cimitero di Montparnasse a Parigi.

## Filmografia
- Adorazione (The Woman I Love), regia di Anatole Litvak (1937)